# クレアモントホテル
『クレアモントホテル』（Mrs. Palfrey at the Claremont）は2005年のイギリス・アメリカ合衆国のドラマ映画。
監督はダン・アイアランド、出演はジョーン・プロウライトとルパート・フレンドなど。
原作はイギリスの女性作家エリザベス・テイラーの1971年の同名小説。

## ストーリー
ロンドンの長期滞在型のクレアモントホテルに老婦人サラ・パルフリーがやって来る。最愛のアーサーに先立たれ、娘エリザベスから自立した生活を送るためだった。期待外れのホテルだったが、ドレスアップしてレストランに入ると、無言の中に監視されているようで居心地が悪い。朝食の席で夫人がロンドンに住む孫デズモンドのことを話すと、みんな興味を示す。孫に電話をかけるが留守電になり、孫からも電話がない。手紙を投函して頼まれた『チャタレー夫人の恋人』を借りて戻る途中に転倒。ルードヴィックに親切にされる。孫と同じ26歳で作家志望だという。お礼に夕食へ招待する。土曜日に来客があることを伝えると、ホテルの客は謎の孫が来ると勘違いする。ルードに相談すると、デズモンドのふりをしようと提案する。ハンサムな青年の登場にホテルの住人もウェイトレスまでも興味津々で近づいてくる。「ものの生命を見抜くのだ」というとワーズワースとすぐに答える夫人と話が合った。ルードは喜劇の舞台みたいな出会いが小説になると感じ、「人生の宝物を教えてください」という。互いの孤独を紛らわせ、本音を語りあうようになる。別れた恋人ロージーが現れ、二人は『ハロルドとモード』みたいだという。
数週間後に突然、本物のデズモンドが現れる。夫人は慌てて身内は面会できないホテルといって追い返し、ホテルの皆には会計士だとウソをつく。ルードの訳ありの母親にも会いに行く。客のオズボーンからフリーメイソンの会に誘われ、プロポーズされるが、自分の人生を生きたいと断る。夫人の好きな『逢びき』を借りに行き、再生機がないので100回観たという女性グウェンドリンと一緒に観る。
娘がどうして孫が会えないか抗議に来て慌てる。その間に「このホテルは臨終禁止」といっていたアーバスノットが倒れる。思い出のビューリーにグウェンドリンと3人で行くが、ルードと疎遠になる。ホテルで「プライバシーを侵害しないで」といった後、玄関で倒れる。ルードは書き上げた小説を枕元に置いていく。

## キャスト
- サラ・パルフリー: ジョーン・プロウライト - 自立した生活をするためにクレアモントホテルにやって来た老婦人。
- ルードヴィク・メイヤー: ルパート・フレンド - 作家志望のハンサムな青年。サラの孫デズモンドと同じ26歳。
- グウェンドリン・グース: ゾーイ・タッパー（英語版） - ルードヴィックがDVDレンタル屋で出会った女性。
- エルヴィラ・アーバスノット: アンナ・マッセイ（英語版） - クレアモントホテルに長く滞在している老婦人。
- オズボーン氏: ロバート・ラング（英語版） - クレアモントホテルに滞在している老紳士。サラに惹かれる。

## 作品の評価
Rotten Tomatoesによれば、批評家の一致した見解は「老いと予期せぬ友情を描いた、ほろ苦くて愛らしいこの映画は、ジョーン・プラウライトの素敵な乗り物である。」であり、60件の評論のうち、高く評価しているのは70%にあたる42件で、平均して10点満点中6.39点を得ている。
Metacriticによれば、19件の評論のうち、高評価は13件、賛否混在は5件、低評価は1件で、平均して100点満点中67点を得ている。

## 原作の日本語訳
- 『クレアモントホテル』最所篤子訳. 集英社文庫, 2010.10